# Louisgarde
Louisgarde (auch Hof Louisgarde) ist ein Wohnplatz auf der Gemarkung des Weikersheimer Stadtteils Nassau im Main-Tauber-Kreis im fränkisch geprägten Nordosten Baden-Württembergs.

## Geographie
Louisgarde befindet sich etwa 2,5 Kilometer nordnordwestlich des Weikersheimer Stadtteils Nassau sowie etwa 3 Kilometer südwestlich des Igersheimer Ortsteils Bernsfelden.

## Geschichte
Der Ort wurde im Jahre 1105 erstmals urkundlich erwähnt. Die ehemalige hohenlohische Domäne Louisgarde ist seit 1932 im Privatbesitz.
Das Gehöft kam als Teil der ehemals selbständigen Gemeinde Nassau am 1. September 1972 zur Stadt Weikersheim.

## Kulturdenkmale
Kulturdenkmale in der Nähe des Wohnplatzes sind in der Liste der Kulturdenkmale in Weikersheim verzeichnet.

## Verkehr
Der Ort ist über eine zwischen Nassau und Bernsfelden von der L 1001 nach links abzweigende Straße zu erreichen. Im Ort befindet sich die gleichnamige Straße Louisgarde.